# Fadia Stella
Fadia Stella (Nairobi, 30 de diciembre de 1974) es una actriz keniana. Es principalmente conocida por su interpretación en las películas Caramel y Déjà mort.

## Biografía
Stella nació el 30 de diciembre de 1974 en Nairobi, Kenia.

## Carrera
Debutó cinematograficamente en 1998 en la película Déjà mort con un papel secundario como la amiga de Alain. A;os después, en 2007, obtuvo el papel principal en la película Caramel. La película se estrenó el 20 de mayo en el Festival de Cine de Canne 2007, en la sección Quincena de Realizadores. Más tarde, la película también participó por la Caméra d'or. La cinta recibió elogios de la crítica y se distribuyó en más de 40 países.

## Filmografía
| Año  | Película  | Papel                           | Género   | Ref. |
| ---- | --------- | ------------------------------- | -------- | ---- |
| 1998 | Déjà mort | Amiga de Alain en casa de David | Película |      |
| 2007 | Caramelo  | Christine                       | Película |      |